# Nosna jezerka
Nosna jezerka (znanstveno ime Epitheca bimaculata) je vrsta raznokrilih kačjih pastirjev iz družine lebduhov, razširjena v pasu od Zahodne Evrope do Daljnega vzhoda.

## Opis
Odrasli dosežejo 55 do 65 mm v dolžino, od tega zadek 37–43 mm, zadnji krili pa merita 36–44 mm. Od ostalih lebduhov se loči po rjavkasto-rumeni osnovni obarvanosti telesa s črnimi znamenji, brez kovinskega leska, zato jo je možno na prvi pogled zamenjati za kakšnega od ploščcev, denimo lisastega, a je znatno večja od vseh drugih ploščcev in lebduhov, ki živijo na istem območju. Rjavkasto oprsje ima ob straneh debele črne črte, zadek pa je šilaste oblike, pretežno črn z rjavkasto liso ob strani vsakega člena. Analni okončini pri samcu izraščata navzven, v obliki črke V. Tudi krila imajo rjavkast odtenek, zadnji par pa še temnorjavo liso ob bazi.
Obdobje letanja odraslih je kratko, od pozne pomladi do začetka poletja.

## Ekologija in razširjenost
Nosna jezerka se razmnožuje v srednje velikih do velikih stoječih vodnih telesih, kot so jezera, mrtvice, opuščeni peskokopi, večinoma v nižinah. Najprimernejši so habitati z razvitim podvodnim in plavajočim rastlinjem ter obkroženi z drevjem ali grmovjem.
Zahodni rob območja razširjenosti je v osrednji Franciji, od tam se razteza po vsej širini Palearktike do Japonskega otočja in juga Kamčatke na vzhodu. Odrasle je težko opaziti, saj se običajno zadržujejo daleč od vodnih teles, v obdobju razmnoževanja pa letajo nad vodo daleč od brega. Zato je vrsta verjetno marsikje spregledana. Zanesljivejši pokazatelj prisotnosti so levi ličink, ki so značilno bodičasti in veliki. Te najdemo v bližnjem strnjenem goščavju, kamor zlezejo ličinke tik pred preobrazbo, lahko tudi več metrov od vode.
V Sloveniji se vrsta pojavlja ob raznolikih vodnih telesih, ki jim je skupno le to, da so velika in mestoma globlja od 2 m ter imajo razvito podvodno rastje. Najpogostejša je v severovzhodnem delu države, v manjši meri pa se pojavlja tudi na Ljubljanskem barju. Kot ranljiva vrsta je uvrščena na Rdeči seznam kačjih pastirjev iz Pravilnika o uvrstitvi ogroženih rastlinskih in živalskih vrst v rdeči seznam.